# Маценко Леонід Михайлович
Леонід Михайлович Маце́нко (4 червня 1890, Вільно — 30 жовтня 1972, Одеса) — український радянський живописець; член Спілки радянських художників України.

## Біографія
Народився 4 червня 1890 року у місті Вільно (нині Вільнюс, Литва). 1917 року закінчив Миргородську художньо-промислову школу; 1930 року — Одеський художній інститут, де навчався у Павла Волокидіна, Дмитра Крайнєва.
Мешкав в Одесі в будинку на Новобазарному провулку, № 4, квартина № 14. Помер в Одесі 30 жовтня 1972 року.

## Творчість
Працюваву галузі станкового живопису. Створював переважно пейзажі, натюрморти. Серед робіт:
- «Після дощу» (1936);
- «Одеса. Порт перед грозою» (1947);
- «Берег моря. Одеса» (1949);
- «Весняний мотив» (1957);
- «Чигиринський вал» (1963);
- «Рибальська стоянка» (1968);
- «Сніданок» (1971);
- «Весняні троянди» (1971).

Брав участь у республіканських виставках з 1927 року, всесоюзних — з 1939 року. Персональна виставка відбулася в Одесі у 1968 році.